# 흥미로운 숫자 역설
흥미로운 숫자 역설은 자연수를 "흥미롭거나" "흥미롭지 않은" 것으로 분류하는 것에서 발생하는 농담식 역설이다. 모든 자연수는 흥미롭다는 것이 역설의 핵심이다. 역설은 다음과 같이 증명된다.
"흥미롭지 않은" 자연수의 집합이 공집합이 아니라고 가정하자.
그러면 그 중에서 가장 작은 "흥미롭지 않은" 자연수가 있을 것이다.
하지만 가장 작은 "흥미롭지 않은" 자연수는 그 자체로 가장 작다는 특성이 있기 때문에 그 자연수는 "흥미롭다".
따라서 이 "흥미로운" 자연수는 "흥미롭지 않은" 자연수의 집합의 원소이므로 모순이다.
수에서 "흥미롭다"는 말은 일반적으로 형식적인 개념의 용어는 아니지만, "흥미롭다"는 표현은 정수론 학자들이 가끔씩 쓰는 것처럼 보인다. 스리니바사 라마누잔의 일화가 유명하며, 고드프리 해럴드 하디와 라마누잔이 나눈 흥미로운 숫자에 관한 이야기다. 1918년 하디가 라마누잔의 병문안을 갔을 때의 이야기이다.

그는 이상한 방식으로 거의 모든 숫자들의 특이한 특정을 기억하더군. 리틀우드는 모든 양의 정수는 라마누잔의 친구들이라고 하더라고. 라마누잔이 퍼트니에서 묵고 있던 중 그를 보러 갔을 때가 생각나는군. 나는 번호가 1729인 택시를 탔었어. 그리고 그게 별로 재미없고 따분한 숫자라고 말했지, 불길한 징조 같은 게 없었으면 하고 바랐으니까. "아뇨." 그가 대답했어. "그건 엄청 흥미로운 숫자입니다. 그건 다른 두 방식으로 두 개의 세제곱 수의 합으로 표현할 수 있는 가장 작은 숫자이니까요."

## 역설적인 본성
흥미롭다는 것을 기준으로 모든 숫자를 분류하는 건 정의의 역설이나 모순을 일으킨다. 자연수를 흥미롭고 흥미롭지 않은 집합으로 나눌 수 있다는 가정자체에 문제가 있다. 흥미롭다의 정의는 일반적으로 주관적이고 직관적인 개념이기 때문에, 이 역설은 자기언급을 반농담으로 한 것이다.
"흥미롭다"를 더 객관적으로 정의하면 역설은 완화된다. 예를 들어 온라인 정수열 사전(OEIS) 항목에 나타나지 않는 가장 작은 자연수를 흥미롭지 않는 숫자라고 정의하자. 이 정의에 맞는 숫자는 2009년 6월 12일에 11630이었다. 2009년 11월부터 적어도 2011년 11월까지는 12407이 되었고, 2012년 4월부터 13794가 되어 2012년 11월 3일 OEIS: A218631 수열이 나타날 때까지 흥미롭지 않은 숫자가 되었다. 2013년 11월부터 적어도 2014년 4월 14일까지는 14,228이었다. 2021년 5월에는 그 숫자가 20067이었다. (흥미롭지 않다의 정의는 OEIS가 각 항목에 대해 한정된 수의 용어만 나열하기 때문에 가능하다. 예를 들어 OEIS: A000027은 모든 자연수의 수열이어서 무한히 계속되면 모든 양의 정수가 포함된다. 하지만 해당 항목은 수열이 77까지만 써져있다.)
흥미로운 숫자 목록에 사용된 출처에 따라 다양한 다른 숫자도 같은 방식으로 흥미롭지 않은 것으로 잡을 수 있다. 수학자면서 철학자인 알렉스 벨로스(Alex Bellos)는 2014년에 가장 흥미롭지 않은 숫자의 후보는 224 가 될 것이라고 말했다. 그 이유로 그 숫자는 당시 "영문판 위키피디아에 문서가 없는 가장 낮은 숫자였기 때문입니다."라고 말했다. 
수학에서는 (괴델의 불완전성 정리과 같이)자기언급을 활용한 중요한 이야기가 많이 있기 때문에 이 역설은 자기언급의 영향력을 보여주며, 많은 분야의 연구에서 진지한 논의까지 이른다. 예를 들어, "흥미로운" 숫자를 그 숫자보다 적은 비트를 포함하는 프로그램으로 계산할 수 있는 숫자로 정의하면 역설은 괴델의 불완전성 정리와 직접적으로 관련될 수 있다.
마찬가지로 흥미 대신 숫자를 지정하는 데 필요한 문구의 길이로도 생각해 볼 수 있다. "아홉 어절 미만으로 정의할 수 없는 가장 작은 자연수"라는 문구는 고유한 숫자를 식별해야 하는 것처럼 들리지만, 문구 자체에는 8개의 단어만 포함되어 있으므로 해당 문구로 식별되는 숫자는 결국 9개보다 더 적은 숫자로 표현된다. 위 역설은 베리의 역설로 알려져 있다.

## 역사
에드윈 베켄바흐는 1945년 The American Mathematical Monthly에 다음과 같은 짧은 글을 투고했다.
각 양의 정수들은 각각이 흥미로운 사실이 있다고 추측할 수 있습니다. 여기에 그것에 대한 "귀납법에 의한 증명"이 있습니다. 먼저, 1은 모든 양의 정수의 인수입니다. 마찬가지로 2는 가장 작은 소수임을 부정할 수 없죠. 3은 가장 작은 홀수 소수이고, 4는 비버바흐 수(Bieberbach's number)인 것 등등. 흥미로운 사실이 없는 각각에 관한 양의 정수 집합 S가 비어 있지 않다고 가정하고, k를 S의 가장 작은 원소로 둡시다. 그러나 이 역시 k에 관한 가장 흥미로운 사실입니다! 따라서 S 에는 가장 작은 구성원이 없으므로 비어 있습니다. 이 증명이 맞을까요?
콘스탄스 리드(Constance Reid)는 1955년 대중수학 서적 《영에서 무한까지》(중앙일보, 1977, 김용운 역)의 초판에 이 역설을 넣었으나 이후 판에서는 삭제했다. 마틴 가드너는 1958년 그의 Scientific American 칼럼에서 이 역설을 "오류"로 제시했다. 여기에는 증명 역시 미묘하게 오류가 있었다고 알려진 6개의 다른 "놀라운 주장"이 포함되어 있다. 1980년 The Mathematics Teacher에 투고된 글에는 30년 전에 논의된 "모든 자연수는 흥미롭다"는 농담 섞인 증명이 언급됐다. 1977년 그레고리 차이틴은 역설에 대한 Gardner's statement를 언급하면서 (모든 서수 집합에는 가장 작은 요소가 있고 "정의할 수 없는 가장 작은 서수"가 정의인 것처럼 보일 수 있음에도 불구하고)정의할 수 없는 가장 작은 서수의 존재에 대한 버트런드 러셀의 초기 역설과의 관계를 지적했다.
The Penguin Dictionary of Curious and Interesting Numbers (1987)에서 David Wells는 39가 "첫 번째로 흥미롭지 않은 숫자가 나타났다"고 언급했는데, 이렇게 말한 사실이 39를 "특별히 흥미롭게" 만들었고, 39는 흥미로운 숫자임과 동시에 지루한 숫자가 됐다.

## 같이 보기
- 처치-튜링 논제
- 역설 목록

## 참고
1. ↑  2023년 10월 기준으로 이 숫자는 266이다.
2. ↑  이 문단의 내용처럼 위키링크로 자기언급 하는 것을 포함한 괴델, 에셔, 바흐#주제를 보자.